# Manuel Matoses
Manuel Matoses (Valencia, 1844-Madrid, 29 de marzo de 1901), que usó el pseudónimo Andrés Corzuelo, fue un periodista y dramaturgo español.

## Biografía
Nacido en Valencia en 1844, fue redactor o colaborador de publicaciones periódicas como  Gil Blas, La República Ibérica, El Mundo Cómico, La Libertad, El Perro Grande, El Globo (1879-1893), Blanco y Negro, El Resumen, Madrid Cómico, La Ilustración Española y Americana o Gente Vieja, entre otras. Además del pseudónimo «Andrés Corzuelo», empleó también los de «Leal» y «Ambrosio Lamela». Como dramaturgo estrenó obras en teatros como el Variedades.
Entre sus obras dramáticas se encontraron títulos como Sin cocinera (1874), A primera sangre (1875), Una prueba (1875), Ni tanto ni tan calvo (1875), El número 107 (1876), Sin dolor (1876), A diez reales con dos sopas (1876), El frac nuevo (1876), Los gorrones (1882) o La fierecilla domada (traducción de Shakespeare). Fue igualmente autor de Zaragata, fragmentos de la historia de un infeliz (1873), Del montón: retratos de sujetos que se ven en todas partes (1887), prologado por Clarín y con dibujos de Eduardo Sáenz Hermúa «Mecachis», Loza ordinaria, apuntes de la vida cursi (1888), Danza de monos (1892) y Aleluyas finas (1895).  Falleció en Madrid el 29 de marzo de 1901.